# Spilosoma meridei
Spilosoma meridei är en fjärilsart som beskrevs av Daniel 1943. Spilosoma meridei ingår i släktet Spilosoma och familjen björnspinnare. Inga underarter finns listade i Catalogue of Life.